# Хуан Хосе Кампанелья
Хуа́н Хосе́ Кампане́ла (ісп. Juan José Campanella, *19 липня 1959) — аргентинський режисер кіно і телебачення. Володар Оскара за найкращу іноземну стрічку «Таємниця в його очах» (2009).

## Біографія
Частину кар'єри Хуан Хосе Кампанела провів у США, працюючи над серіалами «Закон і порядок», «Доктор Хаус», «Студія 30» та іншими. В Аргентині працював над освітніми і соціальними програмами на телеканалі Міністерства освіти. Також був актором на телебаченні. Окрім режисерської роботи, був співавтором сценаріїв чотирьох своїх найвідоміших стрічок: «Та ж любов, той же дощ», «Син нареченої», «Місяць Авельянеди», «Таємниця в його очах».
2006 року отримав громадянство Іспанії.

## Нагороди і номінації
- 2001 — номінований на Оскар за найкращий іноземний фільм «Син нареченої»
- 2010 — отримав премію Гойя за найкращу латиноамериканську стрічку «Таємниця в його очах»
- 2010 — отримав Оскара за найкращу іноземну стрічку «Таємниця в його очах»

## Фільмографія

### Телесеріали
- 2000 — Strangers with Candy, США, 6 серій.
- 2001 — Винуватці, Аргентина, сценарій.
- 2006 — Шість градусів, США, режисер першої серії
- 2006 — Закон і порядок: Спеціальний корпус, 17 серій.
- 2006 — Студія 30, США, директор серії «Jack meets Daniel».
- 2006 — Вітер, що віщує дощ, режисер і сценарист.
- 2008 — Доктор Хаус, серія «Один день, одна кімната»
- 2008 — Доктор Хаус, серія «Готові на все»
- 2009 — Доктор Хаус, серія «Сюди, кицько!»
- 2010 — Доктор Хаус, серія «Падіння лицаря»
- 2010 — Доктор Хаус, серія «Вибір»

### Акторська кар'єра
- 1979 — Національна першість
- 1982 — Вікторія 392
- 2001 — Син нареченої

### Режисерська кар'єра
- 1979 — Національна першість
- 1982 — Вікторія 392
- 1991 — Хлопчик, що кричав «Курва»
- 1997 — Кримінальний роман
- 1999 — Та ж любов, той же дощ
- 2001 — Син нареченої
- 2004 — Місяць Авельянеди
- 2010 — Таємниця в його очах